# Autovía del Magreb
La Autovía del Magreb o Transmagrebina es una carretera que atraviesa Mauritania, Sahara Occidental, Marruecos, Argelia, Túnez y Libia. Se compone de un eje atlántico, desde Nuakchot a Rabat, y de un eje mediterráneo, desde Rabat a Trípoli.

## Recorrido

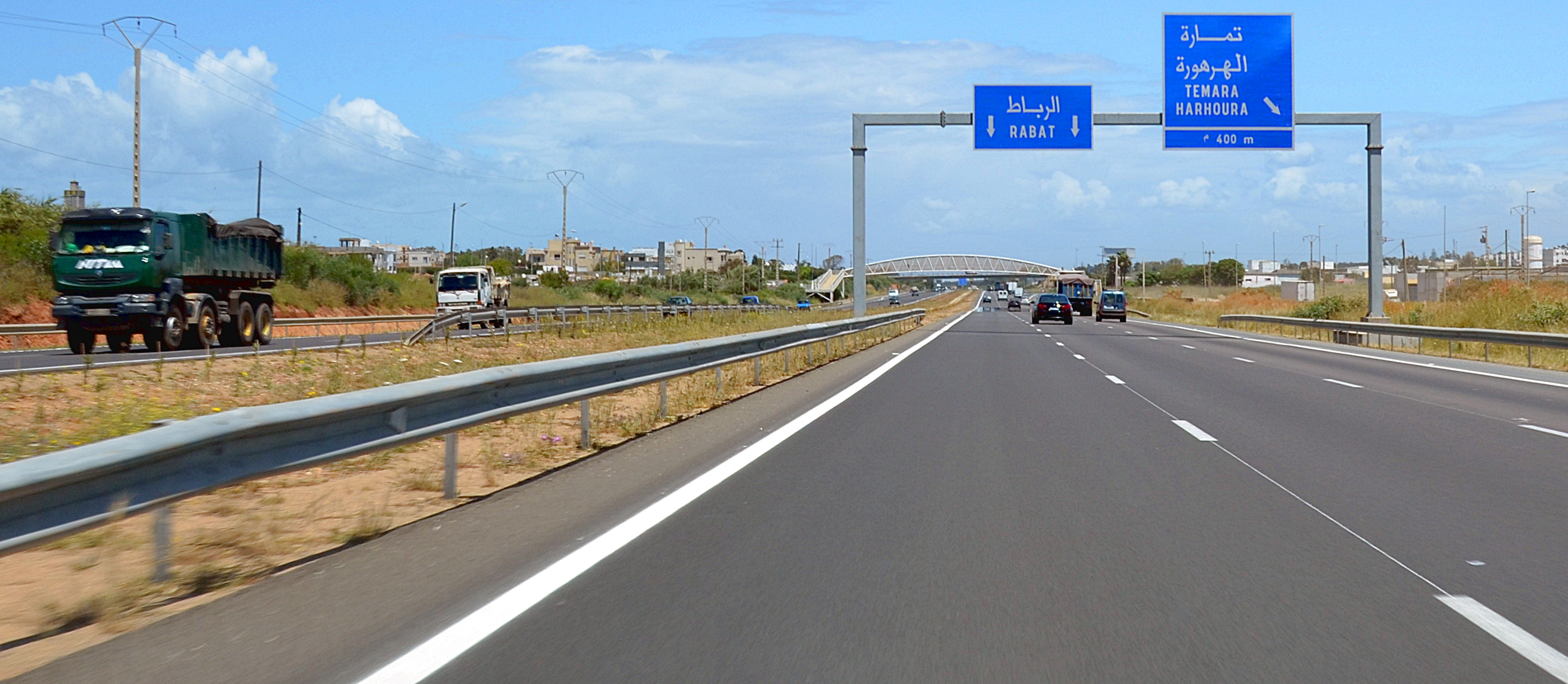
Autovía cerca de Témara, Marruecos.

### Parte marroquí (1080 km)
- A-7: Agadir - Casablanca (480 km - 2010)
- A-3: Casablanca - Rabat (90 km - 1987)
- A-2: Rabat - Fez (182 km - 1999)
- A-9: Fez - Oujda (328 km - Apertura en junio de 2011)

### Parte argelina (1216 km)

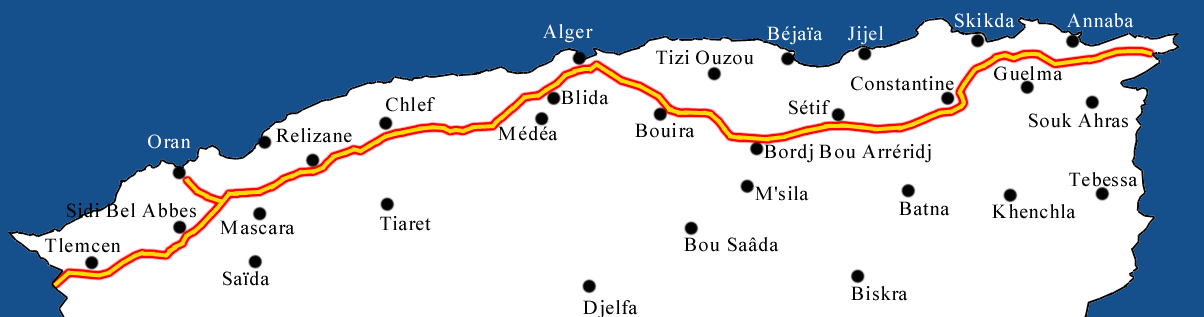
Mapa de la autovía por Argelia.

Discurre por 1216 kilómetros desde la frontera de Argelia y Marruecos hasta la frontera tunecina, a través de Tlemcen, Orán, Chlef, Argel, Setif, Constantina y Annaba.

### Parte tunecina (780 km)

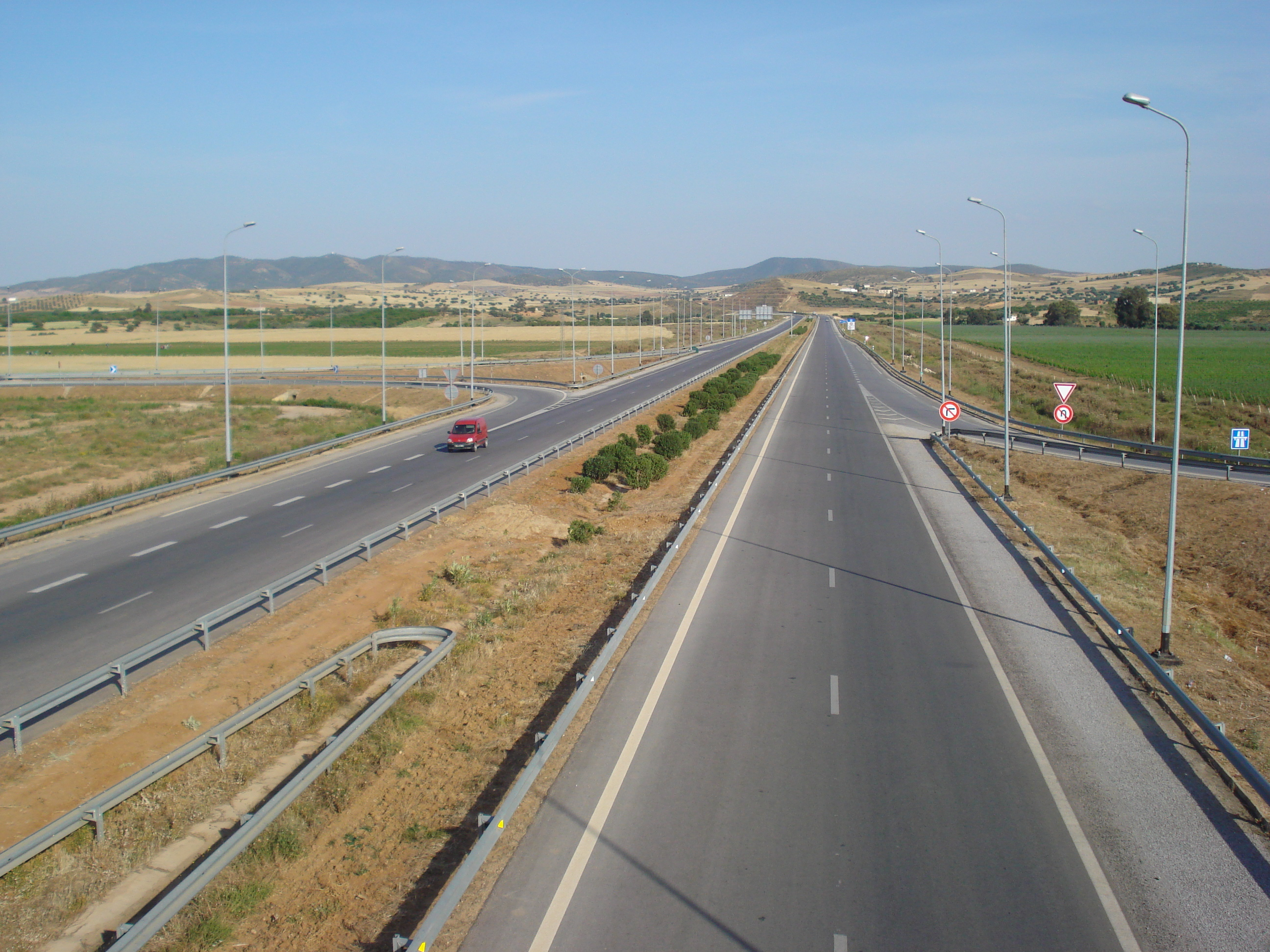
Autovía cerca de Túnez, Túnez.

- A-3: Frontera - Bou Salem - Oued Zarga - Medjez el-Bab - Túnez (207 km)
- A-1: Túnez - Hammamet - M'saken - Sfax - Gabes - Frontera (90 km)

### Parte libia (200 km)
Discurre desde la frontera con Túnez hasta la de Trípoli.

### Parte mauritana (699 km)
- N-2: Puerto de Nuadibú - Nuadibú - Aeropuerto de Nuakchot - Oumtounsy - Nuakchot - Rosso